# Ctenoptilum multiguttata
Ctenoptilum multiguttata är en fjärilsart som beskrevs av De Nicéville 1890. Ctenoptilum multiguttata ingår i släktet Ctenoptilum och familjen tjockhuvuden. Inga underarter finns listade i Catalogue of Life.